# Corte Superior de Justicia de Lambayeque
La Corte Superior de Justicia de Lambayeque es el tribunal de apelación cuya sede es la ciudad de Chiclayo, capital del departamento de Lambayeque y cuya competencia se extiende a todo el Distrito Judicial de Lambayeque. Fue creada el 30 de febrero de 1920 durante el gobierno de Augusto B. Leguía. Está compuesta por un total de 11 salas superiores que conocen en segunda instancia las sentencias expedidas por los juzgados especializados del distrito judicial.

## Historia
La Corte Superior de Justicia de Lambayeque fue creada el 30 de febrero de 1920 mediante Ley N° 4049 que, en el mismo acto, también creó la Corte Superior de Justicia de Junín. Inicialmente, la competencia de esta corte se fijó sobre el territorio del departamento de Lambayeque y las provincias de Cutervo y Jaén. La corte se instaló en Chiclayo el 23 de mayo de 1920 bajo el gobierno de Augusto B. Leguía. Sus primer presidente fue el señor Manuel C. Rodríguez y los vocales los señores Augusto R. Llontop, Elíseo Pérez Velásquez y Augusto Ríos.

## Competencia territorial
Según la organización territorial inicial, las Cortes Superiores tenían competencia territorial en el departamento de su sede, el mismo que se correspondía con un determinado Distrito Judicial. Sin embargo, esta división fue modificándose paulatinamente por razones de cercanía comunicativa. En la actualidad la Corte Superior de Justicia de Lambayeque es la confirmación de esa regla al tener competencia territorial sobre las tres provincias del departamento de Lambayeque (Chiclayo, Lambayeque y Ferreñafe) además de tres provincias del departamento de Cajamarca (Cutervo, Jaén y San Ignacio), el Distrito de Llama de la provincia cajamarquina de Chota y los distritos de Nanchoc y Bolívar de la provincia cajamarquina de San Miguel.

## Composición
La Corte Superior de Justicia de Lambayeque está conformada por 11 salas superiores:
- 2 Salas Civiles con sede en Chiclayo
- 1 Sala Constitucional con sede en Chiclayo
- 1 Sala Laboral con sede en Chiclayo
- 1 Sala Mixta con sede en Chiclayo
- 4 Salas Penales con sede en Chiclayo
- 1 Sala Mixta con sede en Jaén.
- 1 Sala Penal con sede en Jaén

Cada Sala está conformada por tres jueces superiores que, en el Perú, reciben la denominación de "vocales superiores". La reunión de todos los vocales superiores constituyen la "Sala Plena" que es el máximo órgano deliberativo de la Corte Superior.

## Presidente de la Corte Superior
De conformidad con los artículos 38 y 45 de la Ley Orgánica del Poder Judicial, los vocales eligen un Presidente de la Corte Superior. En el caso de Lambayeque, la elección se realiza el primer jueves del mes de diciembre cada dos años mediante votación secreta de los vocales superiores titulares.
El actual Presidente de la Corte Superior es el doctor Edilberto José Rodríguez Tanta.